# 174 (عدد)
174 هو عدد صحيح. طبيعي بين 173 و175

## في الرياضيات

### خصائص
- 174عدد زوجي
- 174عدد زائد
- 174 عدد مضلعي (59 أضلاع-...)